# Kalina (województwo warmińsko-mazurskie)
Kalina – kolonia w Polsce, położona w województwie warmińsko-mazurskim, w powiecie braniewskim, w gminie Braniewo.
Do 2024 r. miejscowość była osadą wsi Gronowo. W latach 1975–1998 kolonia administracyjnie należała do województwa elbląskiego.